# Berlengas
Berlengas là một quần đảo nhỏ nằm cách bờ biển Bồ Đào Nha 10 đến 15 kilômét (6,2–9,3 dặm), phía tây của Peniche, vùng Oeste. Những hòn đảo này từng được những nhà hàng hải và thủy thủ Anh gọi là "the Burlings". Đảo duy nhất có thể sống được là Berlenga Grande, dù hiện tại trên đảo không có người ở quanh năm. Những đảo nhỏ khác được gộp thành hai cụm, Estelas và Farilhões-Forcados.

## Địa lý
Quần đảo được tạo nên từ một đảo chính, Berlenga Grande, và hai nhóm đảo nhỏ, Estelas và Farilhões-Forcados. Do quần đảo là một khu bảo tồn để bảo vệ các loài động vật (chủ yếu là chim biển), chủ yếu là các nhà khoa học đến đây. Vào mùa hè, cũng có một số ít du khách.
Các hòn đảo đá này chỉ có một ít đất, nên hệ thực vật kém phát triển. Chim biển và hệ động vật hải dương (cá thu, cá đối, và cá kiếm) phong phú.

### Berlenga Grande

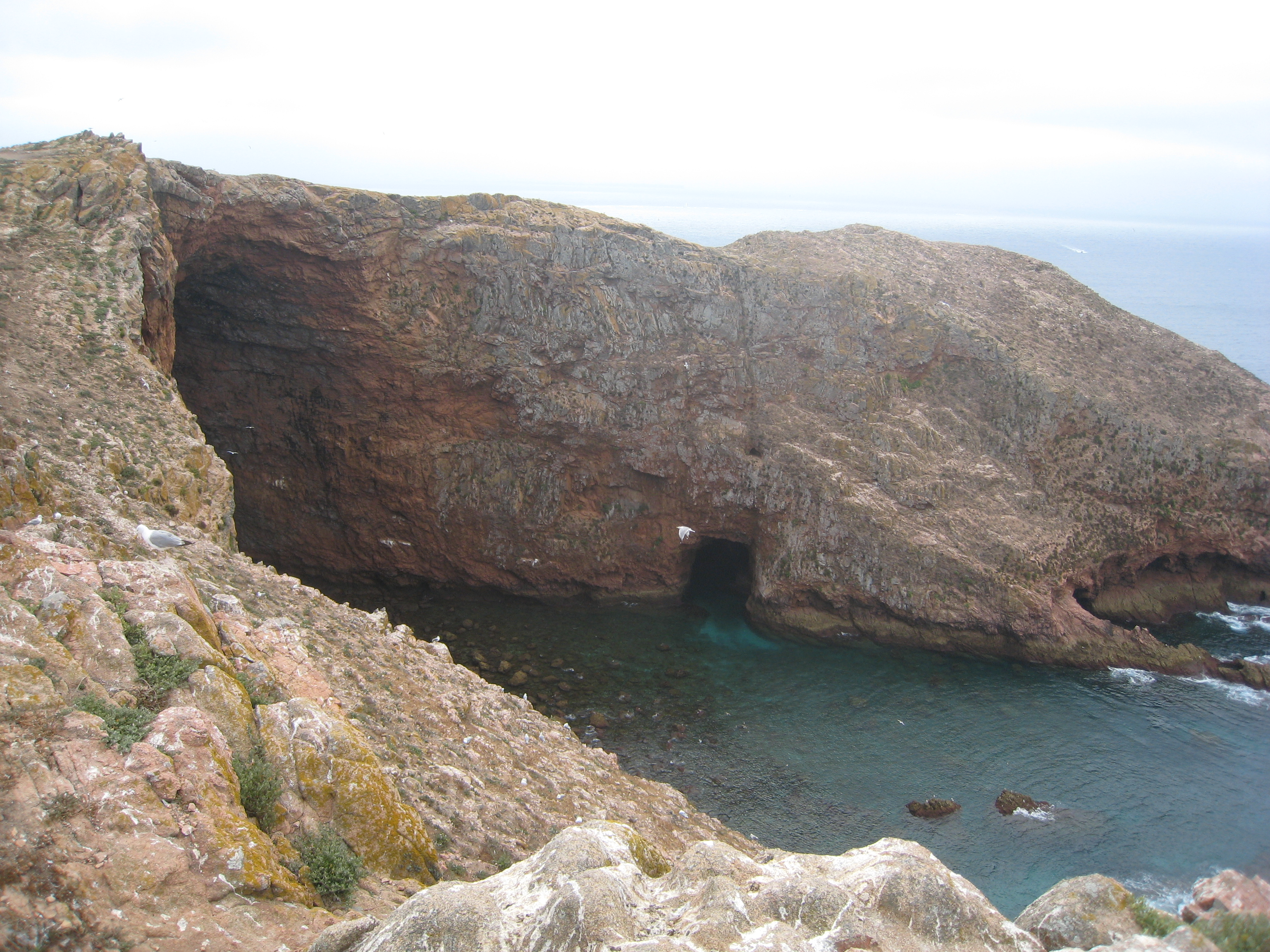
Lối vào Furado Grande.

Dài 1,5 kilômét (0,93 mi) và rộng ,8 kilômét (0,50 mi), Berlenga Grande là đảo lớn nhất Berlengas. Điểm cao nhất đạt 75 m trên mực nước biển. Trên đảo có một vài hang động, gồm Gruta Azul ("hang xanh") và Furado Grande ("lỗ lớn"). Furado Grande là một đường hầm tự nhiên rộng 70 mét (230 ft) và cao 20 mét (66 ft) chạy xuyên lòng núi.
Pháo đài São João Baptista tọa lạc trên một đảo nhỏ phía đông nam Berlenga Grande. Nó nay là một nhà nghỉ cho du khách khi họ đến thăm nơi này.